# Hugues III de Bouville
Pour les articles homonymes, voir Bouville.
Hugues III de Bouville, né en 1275, est le fils de Hugues II de Bouville et de Marie de Chambly et le frère de Jean IV de Bouville. 
Il est le chambellan du roi Philippe IV le Bel. Il est envoyé comme ambassadeur à Naples en 1314, pour aller chercher la princesse Clémence de Hongrie qu'épouse le roi Louis X le Hutin. Il est également le protecteur de son enfant Jean Ier de France en 1316. 
En 1291, il épouse Marguerite des Barres. De cette union naît Charles de Bouville, qui est chambellan du roi de France Charles V et gouverneur du Dauphiné. Hugues meurt en 1331.
Son fils Charles, gouverneur vers 1370, épouse Isabeau de Metz et meurt sans descendance le 8 août 1385 à La Côte-Saint-André. Il est inhumé à l'église Saint-André de Grenoble. Le roi Charles VI décide alors d'accorder temporairement au Conseil delphinal le gouvernement du Dauphiné avant de nommer Enguerrand d'Eudin comme gouverneur.

Blason d'argent à la fasce de gueules chargée de trois annelets d'or.

## Littérature
- Hugues est un des principaux personnages dans Les Rois maudits de Maurice Druon.